# Bulletin Économique de Madagascar
Bulletin Économique de Madagascar (abreviado Bull. Écon. Madagascar) fue una revista científica con ilustraciones y descripciones botánicas que fue publicado en Tananarive desde 1901 hasta 1930. Fue reemplazada por Revue de Madagascar